# محمد تقي كندي
محمد تقي كندي (بالإنجليزية: Mohammad Taqi Kandi)‏ هي قرية تقع في أردبيل في إيران. يقدر عدد سكانها بـ 422 نسمة بحسب إحصاء 2016.